# Stockholms arbetarhem

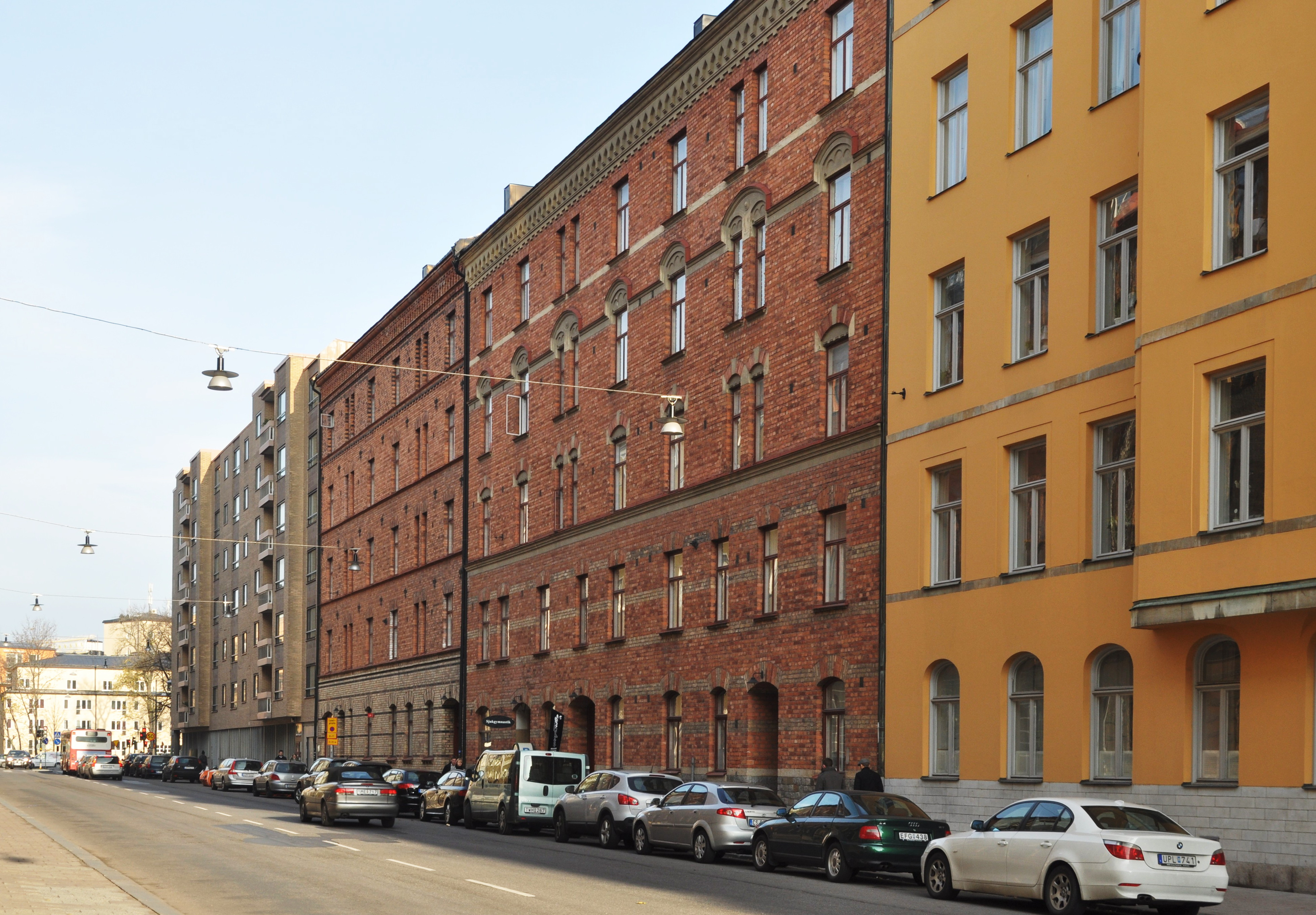
Sibyllegatan 50-52

Stockholms arbetarhem är namnet på ett byggnadsminnesförklarat bostadskomplex i kvarteret Storken på Östermalm i Stockholm, med adresserna Sibyllegatan 50-52 och Jungfrugatan 41-43. De restes i två etapper under 1890-talet.

## AB Stockholms Arbetarehem
1800-talets senare del präglades av sociala missförhållanden. Arbetarna i Stockholm bodde trångt i dåliga hus med primitiva hygieniska anordningar. Lärarinnan Agnes Lagerstedt, som engagerat sig starkt i dessa problem, lyckades få inflytelserika personer att teckna aktier i ett bolag, AB Stockholms Arbetarehem, med syfte att låta uppföra sunda och ändamålsenliga arbetarbostäder. Kung Oscar II ägde 22 aktier à 500 kronor styck som, enligt bouppteckningen 1908, hade sjunkit i värde till 350 kronor styck. Bolaget kom under sin verksamhet att förutom komplexet i kvarteret Storken även att resa arbetarbostäder i kvarteret Geten (1903), och i kvarteret Herden vid Flemminggatan 105-111 (1908).. Båda husen ritades av arkitekten Anders Gustaf Forsberg.

## Bostäderna i kvarteret Storken
Stockholms stad upplät billigt en fastighet i kvarteret Storken vid Sibylle- och Jungfrugatorna. Husen, två gathus - ett vid varje gata - samt ett gårdshus, ritades av arkitekten Erik Otto Ulrich och var inflyttningsklara hösten 1893. De 66 lägenheterna fördelade sig på 30 om ett rum och kök, 14 om ett rum och litet kök (kokvrå) samt 20 rum med kakelugnsspis. Vidare fanns samlingssal, ett mycket litet enkelrum samt en trerumslägenhet som fram till hennes död 1939 beboddes av vicevärden, Agnes Lagerstedt själv. Vid årsskiftet 1893-94 bodde här 288 personer, varav 143 barn under 15 år. Lägenheterna var för sin tid helt moderna och välrustade. Byggnaderna är uppförda av tegel under plåttak med genomgående mycket sparsamt dekorerade fasader.
Stockholms Arbetarhems bostadshus blev en stor framgång varför bolaget 1896-97 lät bebygga den angränsande fastigheten i söder på samma sätt. Arkitekt var Anders Gustaf Forsberg och byggmästare var liksom tidigare N J Bengtson. De nya husen inrymde 76 lägenheter varav sex om två rum och kök och en för vicevärden om tre rum och kök- den tidigare vicevärdslägenheten sammanfördes nu med samlingssalen och här inrättades bland annat bibliotek. Man anordnade många gemensamma aktiviteter, exempelvis symöten, andaktsstunder och föreläsningar; vidare inrättades en handelsbod efter kooperativt mönster.
Bostäderna blev emellertid ganska snabbt omoderna. Under 1930-talet installerades nya vatten- och avloppsledningar och en del lägenheter slogs samman. 1952 såldes fastigheterna till en privatperson. Åren 1988-89 genomgick byggnaderna en omfattande restaurering. Lägenheterna har kvar de ursprungliga snickerierna och kakelugnarna.